# Praça Santos Dumont

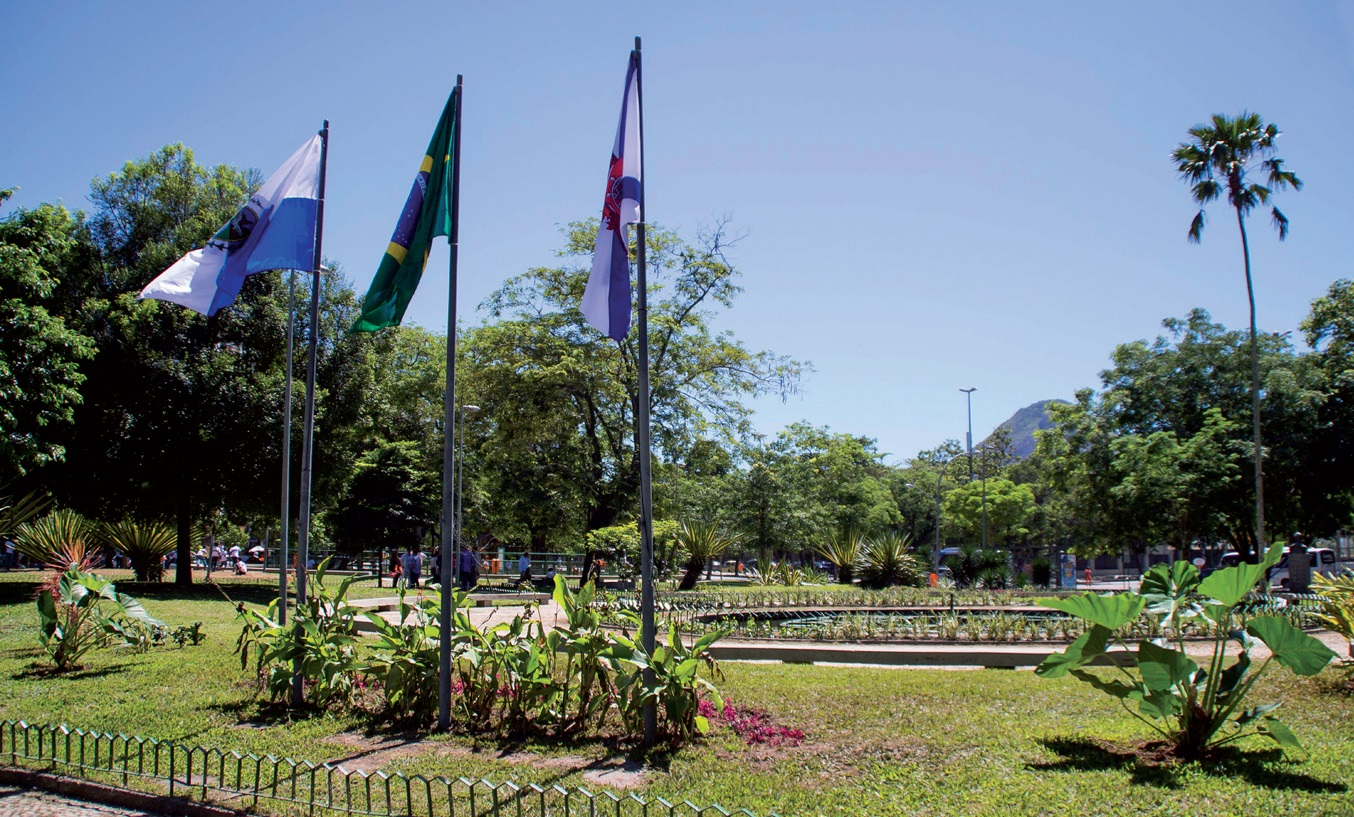
Arborização da Praça Santos Dumont, em 2013.

A Praça Santos Dumont é uma praça situada no bairro da Gávea, na Zona Sul da cidade do Rio de Janeiro. Localiza-se na Avenida Rodrigo Otávio, em frente ao acesso principal do Jockey Club Brasileiro.
Desde 1997 a praça abriga aos domingos a Feira de Antiguidades da Gávea, onde são vendidos itens diversos, como roupas, livros e objetos de decoração. Durante o Carnaval, o logradouro recebe diversos eventos, como blocos carnavalescos com marchinhas. Desde dezembro de 2016 a Praça Santos Dumont conta com um parque para cães, conhecido como Parcão.
Em abril de 2018, a Associação de Moradores e Amigos da Gávea (AMAGÁVEA) assumiu a responsabilidade por cuidar da área verde e de equipamentos urbanos, como bancos, gradis e calçamento, da Praça Santos Dumont por um período inicial de dois anos, função que até então era da Fundação Parques e Jardins. A adoção da praça pela AMAGÁVEA teve a finalidade de revitalizá-la por meio da realização de sua manutenção periódica. Uma empresa privada do setor médico bancou os custos de manutenção do logradouro nos primeiros meses.
O nome do logradouro é uma homenagem a Santos Dumont, que foi um aeronauta e inventor brasileiro, reconhecido por ter sido a primeira pessoa a levar um avião ao ar sem ajuda de qualquer outro recurso, como catapulta ou rampa. Os principais projetos de Santos Dumont no campo da aviação foram o 14-bis, o Santos-Dumont Nº 6 e o Santos-Dumont Demoiselle.